# Volume III (Don Williams)
Volume III was in 1974 derde tweede muziekalbum van countryzanger Don Williams.
De meeste nummers werden door Williams zelf geschreven. Toen Williams deze elpee uitbracht, had hij inmiddels zijn eigen stijl gevonden waaraan hij voortaan vasthield. Het werd opgenomen in de muziekstudio van Jack Clement in Nashville.
Het album bereikte nummer 3 in de Top Country Albums, de Amerikaanse hitlijst voor countrymuziek van Billboard Magazine. Op het album staat onder meer I wouldn't want to live if you didn't love me, de eerste single van hem die op nummer 1 van de Hot Country Singles terechtkwam. De tweede single die van deze elpee afkomstig is, The ties that bind, bereikte nummer vier in die hitlijst.

## Nummers
| Nummer | Naam                                          | Duur | Schrijver                                      |
| ------ | --------------------------------------------- | ---- | ---------------------------------------------- |
| A1     | I wouldn't want to live if you didn't love me | 2:57 | Don Williams en Al Turney                      |
| A2     | Fly away                                      | 2:07 | Don Williams                                   |
| A3     | Ghost story                                   | 2:41 | Joseph Allen                                   |
| A4     | Goodbye isn't really good at all              | 2:57 | Don Williams                                   |
| A5     | Such a lovely lady                            | 2:35 | Don Williams                                   |
| B1     | The ties that bind                            | 2:36 | Vin Corso en Clyde Otis                        |
| B2     | When will I ever learn                        | 2:53 | Don Williams, Wayland Holyfield en Jim Rushing |
| B3     | Why Lord goodbye                              | 2:14 | Don Williams                                   |
| B4     | I've turned you to stone                      | 3:08 | Jim Rushing                                    |
| B5     | Lovin' understandin' man                      | 2:47 | Don Williams en Jim Rushing                    |